# Хайнрих фон Батенберг
 Принц Хайнрих Мориц фон Батенберг (на английски: Henry Maurice of Battenberg) е германски принц от рода Батенберг, брат на Лудвиг Александър фон Батенберг и княз Александър I Батенберг, по-късно член на британското кралско семейство след брака си с принцеса Беатрис.
Принц Хайнрих е роден на 5 октомври 1858 г. в Милано. Син е на принц Александър фон Хесен-Дармщат и графиня Юлия фон Хауке, принцеса Батенберг. Поради морганатичния брак на родителите си, той е лишен от фамилията на баща си и наследява тази на майка си – Фон Батенберг.
Хайнрих получава военно образование и постъпва като лейтенант в Първи рейнски хусарски полк на пруската армия. Бил е почетен полковник от Първи софийски пехотен полк на българската армия.
Поради тесните роднински връзки с фамилията на великите херцози на Хесен-Дармщат, родът Батенберг се обвързва с много европейски кралски и аристократични фамилии. Братът на принц Хайнрих, принц Лудвиг Александър, е женен за внучката на кралица Виктория, принцеса Виктория Хесенска. През 1884 г. самият Хайнрих се сгодява за принцеса Беатрис, най-малката дъщеря на кралица Виктория и принц Алберт. Кралицата приема да разреши на Беатрис да сключи този брак при условие, че младоженците споделят дома си с нея.
Принц Хайнрих и принцеса Беатрис сключват брак на 23 юли 1885 г. в катедралата „Сейнт Милдред“ в гр. Уипингам на о-в Уайт, Великобритания. В деня на сватбата кралицата удостоява принц Хайнрих със званието негово кралско височество, за да го издигне в ранг, равностоен на дъщеря ѝ. Този ранг обаче има сила само във Великобритания, докато в херцогство Хесен, обръщението към принца остава негова светлост. В същия ден със специален закон принц Хайнрих получава британско гражданство и е приет в Камарата на лордовете. Обръщението към него и принцеса Беатрис вече е техни кралски височества принц и принцеса Хенри Батенберг. Кралица Виктория връчва на новия си зет и Орден на жартиерата и го прави член на Тайния си съвет. Принц Хайнрих постъпва в британската армия през 1885 като почетен полковник на Пети доброволчески батальон при Хемпшърския пехотен полк, през 1887 г. е произведен в чин подполковник, а през 1893 е повишен в полковник. През 1889 е назначен за капитан-генерал и комендант на замъка Карисбрук и о-в Уайт.
Принц Хайнрих и принцеса Беатрис имат четири деца:
- Принц Александър Алберт Маунтбатън (1886 – 1960) – първи маркиз на Карисбрук
- Принцеса Виктория Евгения Батенберг (1887 – 1969) – кралица на Испания
- Принц Леополд Артър Луис Маунтбатън (1889 – 1922)
- Принц Морис Виктор Доналд Батенберг(1891 – 1914)

През ноември 1895 г. кралицата позволява на принц Хайнрих да замине за Западна Африка, за да се включи в Англо-ашантската война. Той е назначен за военен секретар на командващия британските сили в Западна Африка, генерал сър Франсис Скот. Принцът се разболява от малария, когато експедицията пристига в Прахсу, и умира на 20 януари 1896 г. на борда на крайцера Блонди, закотвен на брега на Сиера Леоне. Погребан е на 5 февруари в катедралата Сейнт Милдред на о-в Уайт. До него през август 1945 е погребана съпругата му Беатрис, а през юли 1961 и най-големият му син.

## Промяна на фамилията на „Маунтбатън“
По време на Първата световна война, поради анти-германските настроения големият брат на Хайнрих, Лудвиг (Луис), също британски гражданин, сменя фамилията си на Маунтбатън. (буквален обърнат превод на немското Battenberg). Същото правят и племенниците му, синовете на Хайнрих и Беатрис. Членовете на този клан на рода Батенберг се отказват от всичките си германски титли и техният братовчед крал Джордж V им дава английски благороднически титли: принц Луис става първи маркиз на Милфорд Хейвън, а първородният син на Хайнрих Александър става първи маркиз на Карисбрук.